# Slip way
Le Slip way est une cale située à La Rochelle dans le département de la Charente-Maritime.

## Histoire
Il a été construit par les Allemands entre 1942 et 1943, l'équipement est le même que celui des années 1942-1943 et 1959.

### Protection
Le slip way situé sur le côté sud du bassin à flot extérieur du port de La Rochelle, les éléments bâtis correspondant aux parcelles EH Dpa 47, Dpd 47 et les éléments non bâtis n'étant pas cadastrés sont classés au titre des monuments historiques par arrêté du 13 décembre 2002.